# Бібліотечно-бібліографічна класифікація

ББК 67

Бібліоте́чно-бібліографі́чна класифіка́ція (ББК) — бібліотечна класифікація документів, заснована на системі таблиць ідентифікаторів. ББК — це радянська розробка 1960-х. Вона має офіційний статус у Росії і до березня 2017 мала такий статус і в Україні, де для систематизації видавничої продукції паралельно використовувалися системи УДК і ББК.
Кабінет Міністрів України 22 березня 2017 вирішив перевести українські бібліотеки на використання універсальної десяткової класифікації (УДК) замість бібліотечно-бібліографічної класифікації (ББК).
Основна таблиця класифікації визначає області знань, до яких можна віднести ті, або інші видання і побудована за ієрархічним принципом, основні розділи включають загальне і міждисциплінарне знання, природничі, прикладні, суспільні та гуманітарні науки, а також література універсального змісту.
Додаткові таблиці визначають територіальні та інші спеціальні типові ділення.

## Основна таблиця класифікації
Методологічна основа класифікації — ділення по видах наук і явищах дійсності, на принципі їх субординації і розвитку.
Основні розділи представлені двома системами нумерації: для масових бібліотек використовуються цифри, перший і другий ряди класифікації, для наукових, один ряд букв.
| загальна | наукова | область                                                                        |
| -------- | ------- | ------------------------------------------------------------------------------ |
| 1        | А       | Загальнонаукове та міждисциплінарне знання                                     |
| 2        | Б       | Природничі науки                                                               |
| 22       | В       | Фізико-математичні науки                                                       |
| 24       | Г       | Хімічні науки                                                                  |
| 26       | Д       | Науки про Землю (геодезичні, геофізичні, геологічні та географічні науки)      |
| 28       | Е       | Біологічні науки                                                               |
| 3        | Ж       | Техніка. Технічні науки                                                        |
| 31…32    | З       | Енергетика. Радіоелектроніка                                                   |
| 33       | И       | Гірнича справа                                                                 |
| 34       | К       | Технологія металів. Машинобудування. Приладобудування                          |
| 35…36    | Л       | Хімічна технологія. Хімічні та харчові виробництва                             |
| 37       | М       | Технологія деревини, легкої промисловості, поліграфія, фотокінотехніка         |
| 38       | Н       | Будівництво                                                                    |
| 39       | О       | Транспорт                                                                      |
| 4        | П       | Сільське і лісове господарство. Сільськогосподарські та лісогосподарські науки |
| 5        | Р       | Охорона здоров'я. Медичні науки                                                |
| 6        | С       | Суспільні науки в цілому                                                       |
| 63       | Т       | Історія. Історичні науки                                                       |
| 65       | У       | Економіка. Економічні науки                                                    |
| 66       | Ф       | Політика. Політичні науки                                                      |
| 67       | Х       | Держава і право. Юридичні науки                                                |
| 68       | Ц       | Військова справа. Військова наука                                              |
| 70…79    | Ч       | Культура. Наука. Освіта                                                        |
| 80…84    | Ш       | Філологічні науки. Художня література                                          |
| 85       | Щ       | Мистецтво                                                                      |
| 86       | Э       | Релігія. Містика. Вільнодумство                                                |
| 87…88    | Ю       | Філософія. Психологія                                                          |
| 9        | Я       | Література універсального змісту                                               |